# Calogéros
Calogéros (em grego: Καλογέρου) ou Kalogéros é uma vila cretense da unidade regional de Retimno, no município de Amári, na unidade municipal de Sivrítos. Segundo censo de 2011, têm 119 habitantes. Situada a uma altitude de 480 metros, está a 34 km da cidade de Retimno. Nas proximidades da vila estão a igreja bizantina de Santa Marina (Agía Marina). e as vilas de Trónos e Clisídi.